# Максименко Варвара Григорівна
Варвара Григорівна Максименко (1909? — ?) — українська радянська діячка, інженер, новатор виробництва, старший технолог Харківського заводу транспортного машинобудування імені Малишева Харківської області. Депутат Верховної Ради УРСР 4—5-го скликань.

## Біографія
У одинадцятирічному віці втратила батьків, виховувалася у дитячому будинку. Навчалася у школі фабрично-заводського навчання і на робітничому факультеті. Закінчила інститут.
З 1938 року працювала у чавуноливарному цеху Харківського заводу транспортного машинобудування.
Під час німецько-радянської війни перебувала разом із заводом в евакуації.
З 1944 року — інженер, старший технолог чавуноливарного цеху Харківського заводу транспортного машинобудування імені Малишева Харківської області.

## Нагороди
- орден Леніна (7.03.1960)
- ордени
- медалі